# San Felipe de Jesús, Salvatierra
San Felipe de Jesús är en ort i Mexiko.   Den ligger i kommunen Salvatierra och delstaten Guanajuato, i den centrala delen av landet, 200 km väster om huvudstaden Mexico City. San Felipe de Jesús ligger 1 850 meter över havet och antalet invånare är 483.
Terrängen runt San Felipe de Jesús är huvudsakligen kuperad, men åt sydost är den platt. Runt San Felipe de Jesús är det ganska tätbefolkat, med 155 invånare per kvadratkilometer. Närmaste större samhälle är Salvatierra, 7,2 km norr om San Felipe de Jesús. I omgivningarna runt San Felipe de Jesús växer huvudsakligen savannskog.